# Segelfluggelände Bensheim
Bensheim flygplats (tyska: Segelfluggelände Bensheim) är en segelflygplats utanför staden Bensheim. 
Flygplatsen ligger 3 kilometer väster om Bensheims stadscentrum.
Flygplatsen ägs och sköts av Segelfluggruppe Bensheim e.V.
Flygplatsen invigdes 1958. 
Återupptagande 1976.
Idag har flygplatsen tre startbanor.

## Galleri

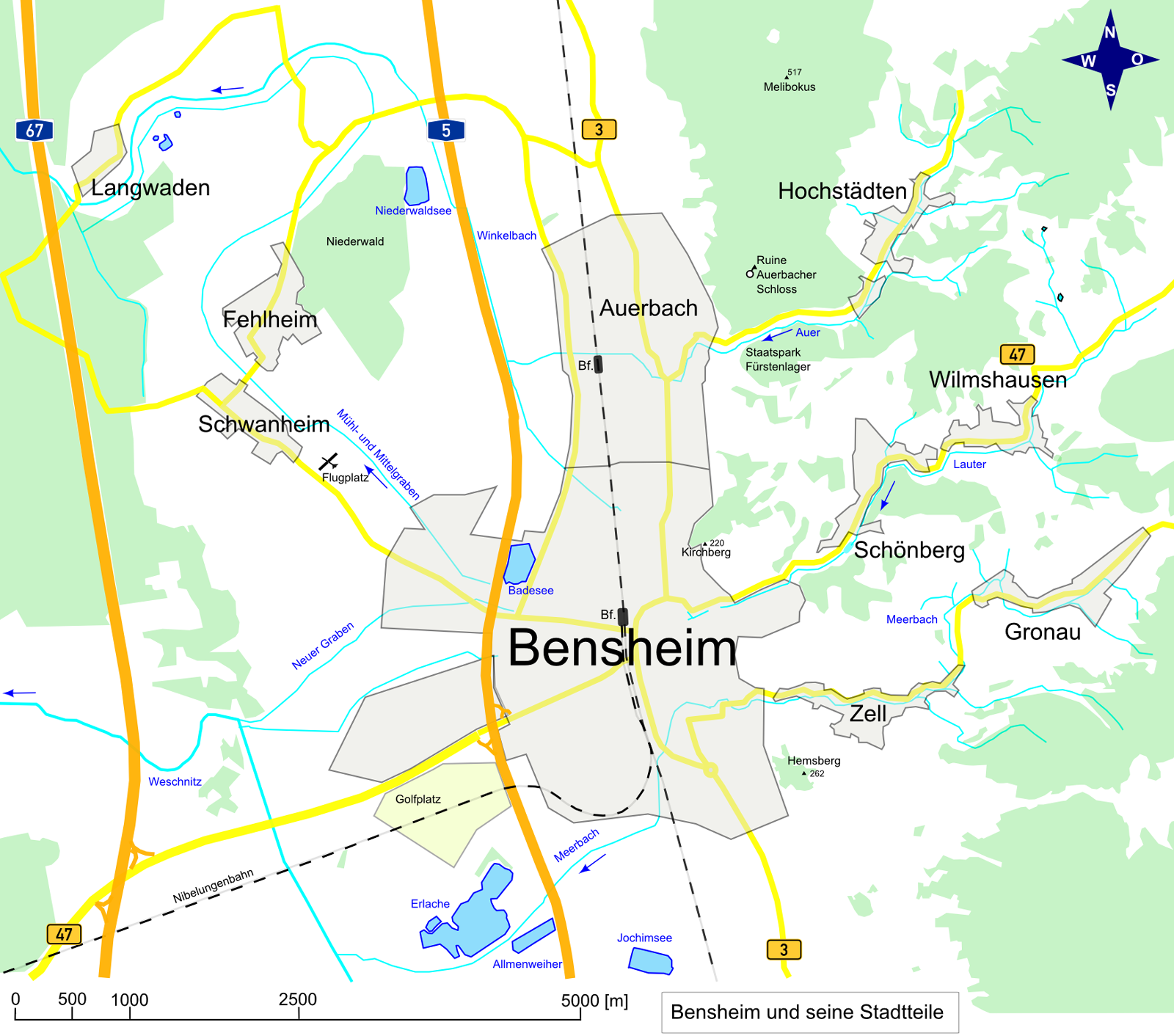
Karta
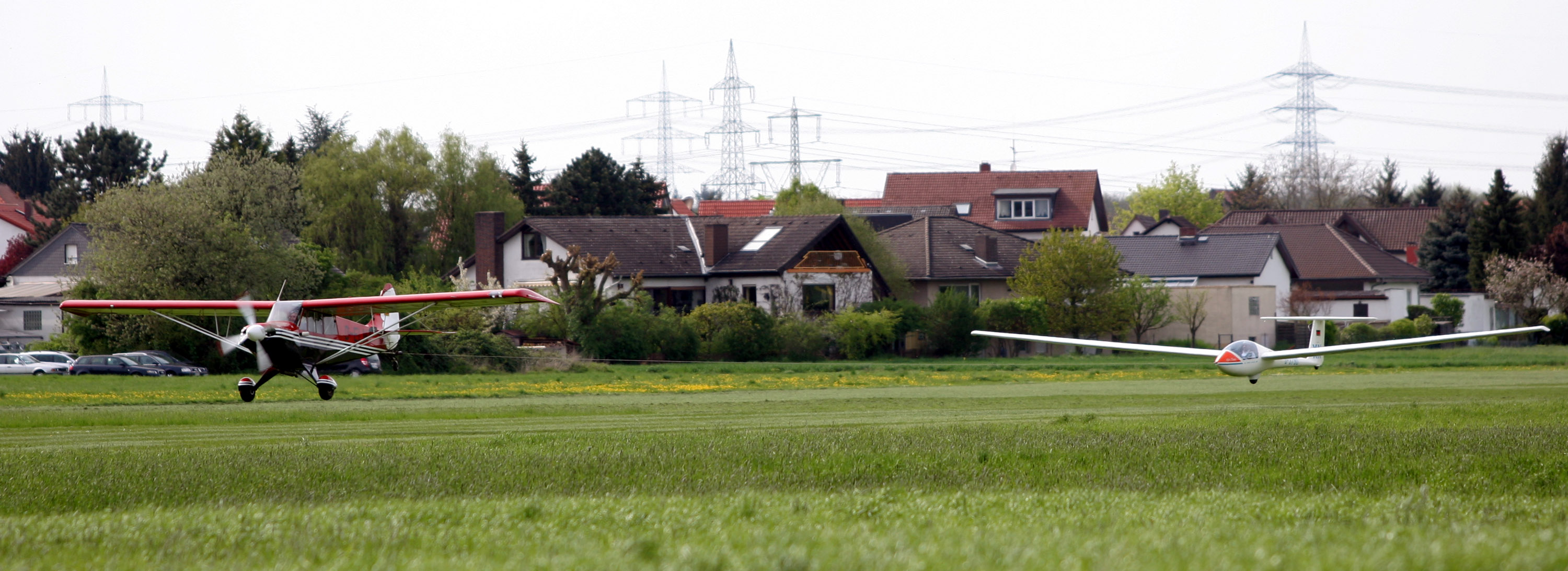
Motorflygplan AVIAT HUSKY (D-ELMY) och Segelflygplan